# Lipowo (Mazovie)
Pour les articles homonymes, voir Lipowo.
Lipowo (prononciation : [liˈpɔvɔ]) est un village polonais de la gmina de Wiązowna dans le powiat d'Otwock de la voïvodie de Mazovie dans le centre-est de la Pologne.
Il se situe à environ 6 kilomètres au sud-est de Wiązowna (siège de la gmina), 9 kilomètres à l'est d'Otwock (siège du powiat) et à 28 kilomètres à l'est de Varsovie (capitale de la Pologne).
Le village compte approximativement une population de 256 habitants.

## Histoire
De 1975 à 1998, le village appartenait administrativement à la voïvodie de Varsovie.